# Mythimna khasiensis
Mythimna khasiensis là một loài bướm đêm trong họ Noctuidae.